# Szváziföld az 1996. évi nyári olimpiai játékokon
Szváziföld az egyesült államokbeli Atlantában megrendezett 1996. évi nyári olimpiai játékok egyik részt vevő nemzete volt. Az országot az olimpián 3 sportágban 6 sportoló képviselte, akik érmet nem szereztek.

## Atlétika
Férfi
| Versenyző       | Versenyszám | Előfutam | Előfutam | Előfutam | Elődöntő | Elődöntő | Elődöntő | Döntő   | Döntő    |
| Versenyző       | Versenyszám | Idő      | Hely.    | Össz.    | Idő      | Hely.    | Össz.    | Idő     | Helyezés |
| --------------- | ----------- | -------- | -------- | -------- | -------- | -------- | -------- | ------- | -------- |
| Themba Makhanya | 800 m       | 1:59,02  | 7.       | 55.      | kiesett  | kiesett  | kiesett  | kiesett | kiesett  |
| Isaac Simelane  | Maraton     |          |          |          |          |          |          | 2:23:43 | 62.      |
| Daniel Sibandze | Maraton     |          |          |          |          |          |          | 2:28:49 | 78.      |

| Versenyző       | Versenyszám | Selejtező | Selejtező | Döntő    | Döntő    |
| Versenyző       | Versenyszám | Eredmény  | Helyezés  | Eredmény | Helyezés |
| --------------- | ----------- | --------- | --------- | -------- | -------- |
| Victor Shabangu | Távolugrás  | 679 cm    | 43.       | kiesett  | kiesett  |

## Ökölvívás
| Versenyző      | Versenyszám | Selejtező                      | Nyolcaddöntő      | Negyeddöntő       | Elődöntő          | Döntő             | Helyezés |
| Versenyző      | Versenyszám | Ellenfél Eredmény              | Ellenfél Eredmény | Ellenfél Eredmény | Ellenfél Eredmény | Ellenfél Eredmény | Helyezés |
| -------------- | ----------- | ------------------------------ | ----------------- | ----------------- | ----------------- | ----------------- | -------- |
| Dan Mathunjawa | Középsúly   | Ľudovít Plachetka (CZE) · 4–20 | kiesett           | kiesett           | kiesett           | kiesett           | 17.      |

## Úszás
Férfi
| Versenyző       | Versenyszám | Előfutam | Előfutam | Előfutam | Döntő   | Döntő   | Döntő   | Helyezés |
| Versenyző       | Versenyszám | Idő      | Hely.    | Össz.    | Típus   | Idő     | Hely.   | Helyezés |
| --------------- | ----------- | -------- | -------- | -------- | ------- | ------- | ------- | -------- |
| Daniela Menegon | 800 m gyors | 10:12,46 | 5.       | 28.      | kiesett | kiesett | kiesett | kiesett  |